# Premio per il rischio
Il premio per il rischio, in economia, è la differenza tra il valore atteso di una lotteria (variabile casuale) rischiosa e l'ammontare certo (detto certo equivalente) che un individuo sarebbe disposto ad accettare al posto della lotteria rischiosa.

## Descrizione
In termini della teoria dell'utilità attesa, il premio per il rischio associato a una lotteria {\displaystyle {\tilde {x}}} da un individuo dotato di funzione di utilità {\displaystyle \ u(\cdot )} è un valore {\displaystyle \ \pi } tale che:
{\displaystyle \pi ={\mbox{E}}[{\tilde {x}}]-C({\tilde {x}};u)}
dove {\displaystyle C({\tilde {x}};u)} denota il certo equivalente della lotteria {\displaystyle {\tilde {x}}}, definito dalla relazione:
{\displaystyle C({\tilde {x}};u)=u^{-1}({\mbox{E}}[u({\tilde {x}})])}
e {\displaystyle {\mbox{E}}[u({\tilde {x}})]} altro non è che l'utilità attesa che l'individuo deriva dalla lotteria {\displaystyle {\tilde {x}}}.
In termini meno formali, un individuo per il quale il rischio non ha nessun'importanza assegna alla lotteria {\displaystyle {\tilde {x}}} un'utilità pari al suo valore atteso {\displaystyle {\mbox{E}}[{\tilde {x}}]}, così che il premio per il rischio è pari a 0. In generale, tuttavia, il rischio ha una qualche rilevanza per la valutazione di una lotteria da parte di un individuo; in particolare, un individuo avverso al rischio richiederà una compensazione per il rischio che corre accettando la lotteria {\displaystyle {\tilde {x}}}, al di là del valore atteso di {\displaystyle {\tilde {x}}}. Tale compensazione è, appunto, il premio per il rischio.

## Nella finanza
Nell'ambito della finanza, esiste un'ulteriore nozione di premio per il rischio. In questo contesto, può essere definito come la differenza tra il rendimento atteso di una data attività finanziaria e il tasso d'interesse privo di rischio.
Nel caso di titoli di debito, esso è calcolato in base alla rischiosità di insolvenza del credito da parte della società emittente di un titolo obbligazionario, ed è noto come credit spread. In particolare, il premio per il rischio (il rendimento) aumenta all'aumentare della probabilità di insolvenza.
Nel caso di titoli azionari, è dato semplicemente dalla differenza tra il rendimento di un titolo, o un portafoglio di titoli, e il tasso d'interesse privo di rischio. La letteratura teorica dell'economia finanziaria utilizza il termine equity premium con riferimento al premio per il rischio dei titoli azionari.

## Premio per il rischio di mercato
È definito come la differenza tra il rendimento di mercato ed il tasso di interesse privo di rischio.
premio=Rm-Rf
È utilizzato per il calcolo della security market line ed è di solito preso come dato, viene ottenuto infatti da serie storiche ed il suo valore varia tra 6%-7%.
Per i titoli italiani assume il valore di 5,6%-5,7%